# František Jansa
František Jansa (* 12. září 1962) je bývalý československý a později český sportovec, který se věnoval atletice. V roce 1981 se stal v nizozemském Utrechtu juniorským mistrem Evropy ve skoku o tyči a porazil mj. i Sergeje Bubku, který obsadil sedmé místo.
Na evropském šampionátu v Athénách v roce 1982 skončil ve finále sedmý, stejně jako o rok později na halovém ME v Budapešti. Reprezentoval na prvním Mistrovství světa v atletice 1983 v Helsinkách, kde se umístil na desátém místě. V roce 1986 obsadil páté místo na halovém mistrovství Evropy v Madridu. V témže roce skončil devátý na ME ve Stuttgartu a sedmý na prvním ročníku Her dobré vůle v Moskvě.
Jeho osobní rekord pod otevřeným nebem má hodnotu 562 cm (3. září 1983, Praha). V roce 1982 dvakrát posunul hodnotu československého rekordu.

## Úspěchy
| Rok  | Závod                              | Místo                      | Umístění | Výkon  |
| ---- | ---------------------------------- | -------------------------- | -------- | ------ |
| 1981 | Mistrovství Evropy juniorů         | Utrecht, Nizozemsko        | 1.       | 5,35 m |
| 1982 | Mistrovství Evropy v atletice 1982 | Athény, Řecko              | 7.       | 5,50 m |
| 1983 | Halové ME 1983                     | Budapešť, Maďarsko         | 7.       | 5,40 m |
| 1983 | Mistrovství světa v atletice 1983  | Helsinky, Finsko           | 10.      | 5,40 m |
| 1985 | Světové halové hry v atletice 1985 | Paříž, Francie             | 10.      | 5,20 m |
| 1986 | Halové ME 1986                     | Madrid, Španělsko          | 5.       | 5,50 m |
| 1986 | Mistrovství Evropy v atletice 1986 | Stuttgart, Západní Německo | 9.       | 5,35 m |
| 1986 | Hry dobré vůle                     | Moskva, SSSR               | 7.       | 5,40 m |

## Domácí tituly
- skok o tyči (hala) – (7x – 1983, 1985, 1987, 1988, 1990, 1991, 1993)[2]
- skok o tyči (venku) – (6x – 1981, 1982, 1983, 1984, 1990, 1992)[3]